# 屈勒河

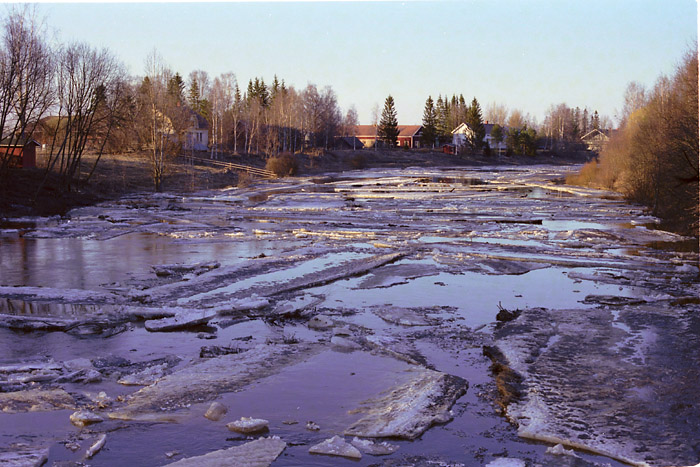

屈勒河（芬蘭語：Kyrönjoki）是芬蘭南波赫扬马区的河流，流經伊爾馬約基和塞伊奈約基，最終注入波的尼亞灣，河道全長169公里，流域面積4,923平方公里。